# Margareth Måård
Margreth Måård, född 29 maj 1913 i Chicago i USA, död 15 februari 2002 i Gävle, var en svensk sångerska.
Margreth Måård skivdebuterade 1935 och scendebuterade  1937 i Royalvarietén. Hennes största skivsuccé var Den gamla Moraklockan från 1937, hon var knuten till skivbolaget Toni. 
Margreth Måård sjöng in drygt 100 skivsidor, däribland Sommarens sista ros, Två i kanoten (duett med Helge Langton), Som du vill ha mej, Åh, om den bara var sann, Djungelflickans sång och Fripassageraren. Måård turnerade även flitigt i folkparkerna.